# سرای میزانی
سرای میزانی مربوط به دوره قاجار است و در تهران، شمال غرب میدان محمدیه واقع شده و این اثر در تاریخ ۱۰ مهر ۱۳۸۰ با شمارهٔ ثبت ۳۹۷۱ به‌عنوان یکی از آثار ملی ایران به ثبت رسیده است.